# Estatua de Stephen F. Austin
Stephen F. Austin es una estatua de Stephen F. Austin de Elisabet Ney, originalmente modelada en 1893 e instalada en 1905; es parte de la Colección National Statuary Hall del Capitolio de los Estados Unidos en Washington D. C., como una de las dos estatuas de Texas. La otra estatua de Texas, Sam Houston, también es de Ney y se produjo en paralelo. Otra talla de Stephen F. Austin se exhibe en el Capitolio del Estado de Texas, donde se instaló en 1903.

## Historia
A principios de 1892, el gobierno de Texas estaba preparando materiales para un edificio en la Exposición Mundial Colombina que se llevaría a cabo el año siguiente en Chicago. El gobernador de Texas, Oran Milo Roberts, recomendó que la comisión de mujeres encargada de recaudar fondos para la exhibición hablara con Elisabet Ney, una escultora germano-estadounidense que reside en Austin, Texas. Después de una reunión, se invitó a Ney a esculpir estatuas de retratos de Sam Houston y Stephen F. Austin para la exhibición, aunque la comisión no tenía fondos para pagarle a la artista por su trabajo.: 86–87 Ney estuvo de acuerdo y se puso a trabajar primero en la estatua de Houston; comenzó a trabajar en la estatua de Austin a principios de 1893 y completó una representación en yeso de Austin ese otoño. : 143 

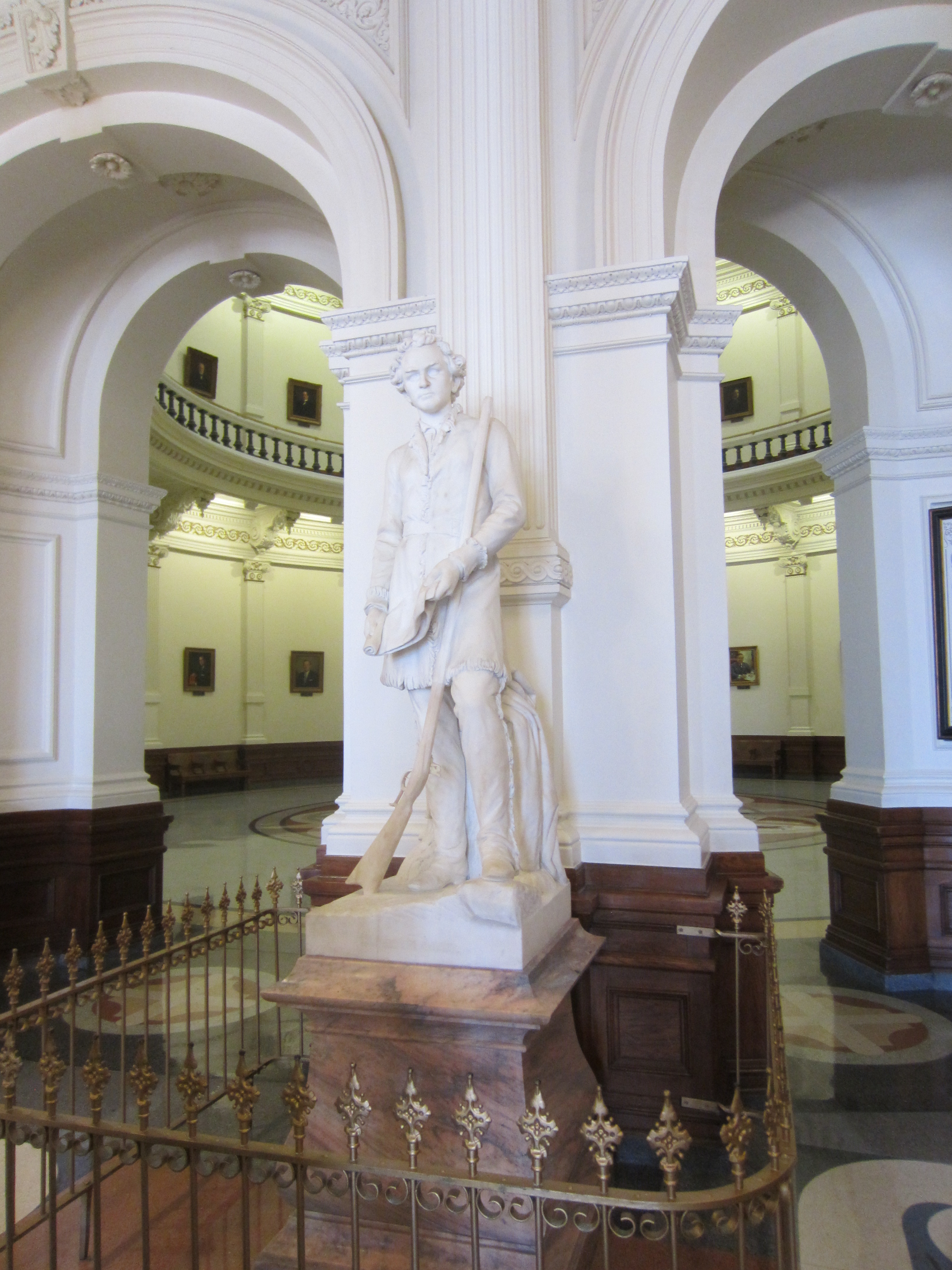
La estatua en el Capitolio dde Texas

La estatua de Austin se completó demasiado tarde para exhibirla en Chicago, pero Ney y la comisión de mujeres tenían la intención de cortar ediciones de las estatuas de Houston y Austin en mármol para exhibición permanente en el Capitolio de Texas. : 141–142 Tomó años asegurar los fondos necesarios, pero en 1901 la Legislatura de Texas asignó los fondos para la talla, y las dos estatuas se dieron a conocer en el Capitolio de Texas el 19 de enero de 1903.: 93 Se cortó una copia adicional de cada estatua para enviarla a la National Statuary Hall Collection y se inauguró en el Capitolio de los Estados Unidos en 1905.

## Diseño
Stephen F. Austin es una estatua de mármol de cuerpo entero. Muestra a Austin parado en un terreno ligeramente irregular con el pie izquierdo hacia adelante, mirando hacia arriba y hacia adelante en la distancia. Las manos bajas sostienen un pergamino parcialmente desenrollado, destinado a representar un mapa, mientras que un rifle largo de Kentucky se apoya contra la cadera y la pierna izquierdas. Austin es retratado como un joven explorador vestido con pieles de ante con flecos. La cara frontal de la base (la plataforma de mármol sobre la que se encuentra la figura) tiene la inscripción "STEPHEN F. AUSTIN".
Ney usó objetos de época auténticos como referencia para desarrollar los detalles de la escultura, incluido el rifle largo y el mapa de desplazamiento. Cuando los críticos se quejaron de que la estatua de Houston tenía 1,8 m de alto, mientras que la estatua de Austin tenía solo 1,5 m, ella respondió que estas habían sido las alturas reales de los hombres, y que cualquiera que se opusiera debería "tomar el problema no con ella sino con Dios". : 139 